# Linguística gerativa
Linguística Gerativa é uma escola de pensamento da linguística que faz uso do conceito de gramática gerativa. O termo "gramática gerativa" é usado de diferentes formas por diferentes pessoas, e consequentemente o termo "linguística gerativa" pode ter uma variedade de significados diferentes que frequentemente se superpõem.

## Definições de Linguística Gerativa
Formalmente, define-se uma gramática gerativa como sendo aquela que é plenamente explicitada. Ela é um conjunto finito de regras que podem ser aplicadas para gerar somente aquelas sentenças (frequentemente, mas não necessariamente, infinitas em número) que são gramaticais em uma dada língua ou dialeto, e em nenhuma outra. Essa é a definição dada por Noam Chomsky, que popularizou o termo, e pela maioria dos dicionários de linguística. É importante notar que gerar é usado aqui como um termo técnico com um significado bem definido: dizer que uma gramática "gera uma sentença" é o mesmo que dizer que a gramática "atribui uma descrição estrutural" à sentença.
Mais popularmente — embora aparentemente desagrade a alguns linguistas profissionais, entre os quais o próprio Chomsky — o termo é usado para nomear a forma de abordagem à linguística feita por Chomsky e seus seguidores. O trabalho de Chomsky caracteriza-se pelo uso de gramática transformacional — uma teoria que sofreu várias alterações desde que foi inicialmente publicada por ele em seu livro Estruturas Sintáticas, de 1957 — e pela asserção de um forte nativismo linguístico (segundo a qual deve existir um conjunto de características fundamentais comum a todas as línguas humanas).
O termo "linguística gerativa" é frequentemente aplicado à primeira versão da gramática transformacional de Chomsky, que fazia uma distinção entre a Estrutura Profunda e a Estrutura Superficial das sentenças.
Chomsky também lançou sua abordagem à linguística com um virulento ataque a abordagens alternativas, em particular à visão comportamentalista na forma como havia sido popularizada por B. F. Skinner em um livro também publicado em 1957, Verbal Behavior. Um último e mais vago sentido de "linguística gerativa" pode então ser resumido como "linguística anti-Skinneriana", ou simplesmente, anti-behaviorista.

## Evolução Histórica
A psicolinguística, que no início da década de 1960 estava em franco desenvolvimento como parte do movimento geral em direção à psicologia cognitiva, encontrou afinidades nesta ênfase anti-behaviorista, e rapidamente absorveu muitos dos conceitos chomskianos, dentre os quais a noção de gramática gerativa. Entretanto, com o amadurecimento tanto da psicologia cognitiva quanto da psicolinguística, passaram a ver cada vez menos utilidade para a linguística gerativa — embora Chomsky tenha repetidamente enfatizado que nunca pretendeu especificar os processos mentais pelos quais uma pessoa gera sentenças ou as interpreta.
A linguística cognitiva surgiu nos últimos anos do séc. XX como um paradigma linguístico alternativo à linguística gerativa. Ela procura unificar a compreensão da língua com a compreensão de como estruturas neurais específicas funcionam biologicamente. A diferença está mais na estratégia prática de pesquisa que na própria filosofia: em princípio, evidência neurológica sempre foi considerada relevante pela linguística gerativa, mas na prática era considerada pouco conclusiva e aberta demais a interpretações para que pudesse ter algum uso. Apesar disso, alguns pesquisadores da linguística gerativa (p.ex. Alec Marantz) publicam em neurolinguística.